# Sigvald Bernhard Refsum
Sigvald Bernhard Refsum (ur. 8 maja 1907 Gransherad, Telemark, zm. 8 lipca 1991) – norweski lekarzem neurolog, członek PAN.
W 1932 ukończył medycynę na uniwersytecie w Oslo. Jego dalsza kariera zawodowa to praca w szpitalach w Norwegii, Wielkiej Brytanii i USA.
W latach 1948–1954 został lekarzem prowadzącym w szpitalu w Bergen, a w latach 1953-1954 był profesorem neurologii na Uniwersytecie w Bergen.
Zajmował się badaniami głównie nad chorobami obwodowego układu nerwowego. Na jego cześć nazwano chorobę Refsuma.
W 1959 r. został członkiem zagranicznym PAN.